# Al-Mutawàkkil III (abbàssida del Caire)
Muhàmmad Al-Mutawàkkil ala-L·lah —àrab: محمد المتوكل على الله, Muḥammad al-Mutawakkil ʿalà-Llāh—, més conegut pel seu làqab com a al-Mutawàkkil III (?-1543), fou califa abbàssida del Caire (1509-1516), sota la tutela dels mamelucs d'Egipte.